# Tilia

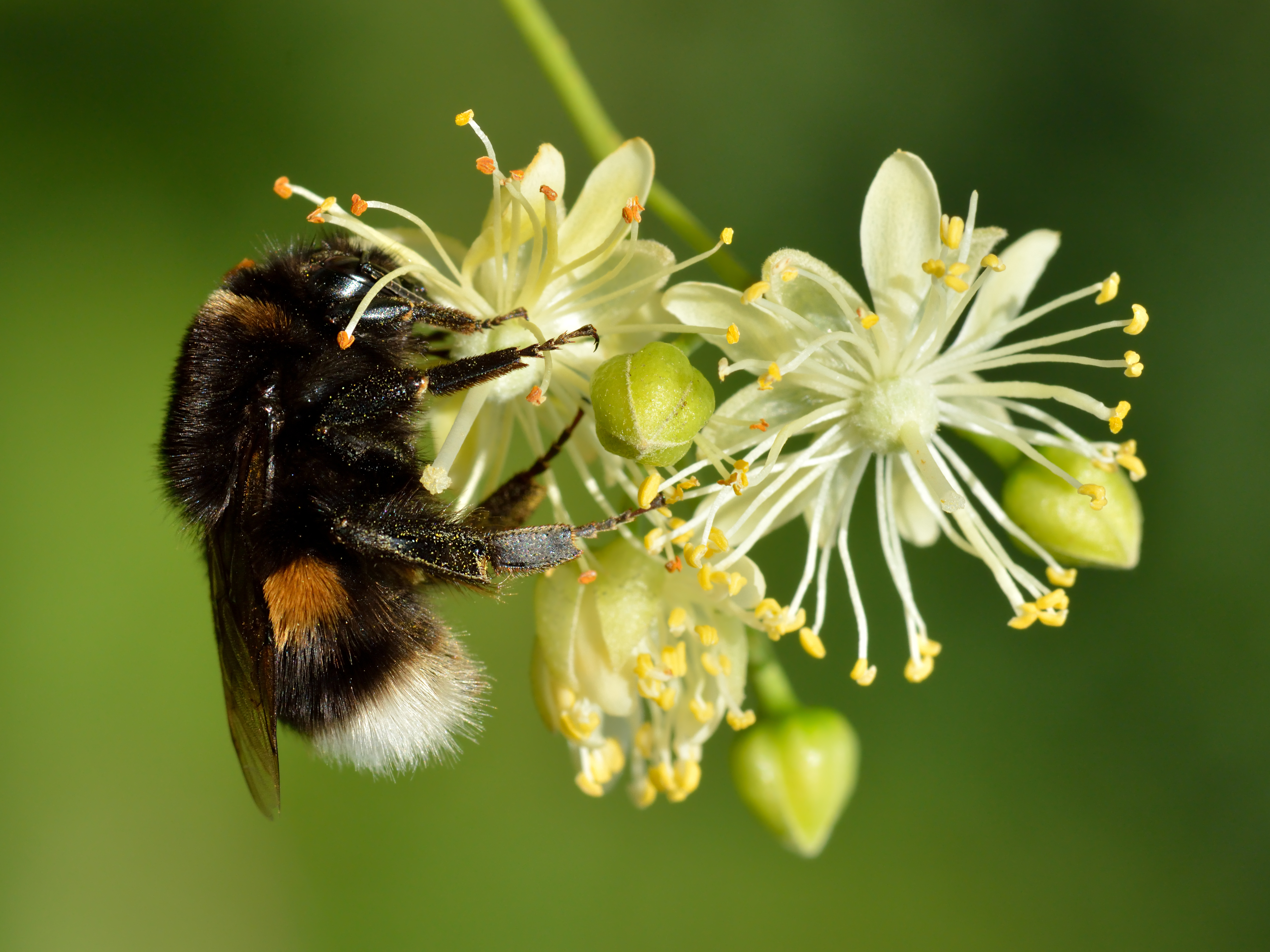
Bombus terrestris libando una flor de Tilia cordata.

Los tilos (Tilia) son un género de árboles de la familia de las malváceas (anteriormente clasificados en su propia familia, las tiliáceas), nativos de las regiones templadas del hemisferio norte. Comprende una treintena de especies, que se distribuyen a lo ancho de Asia, Europa y el oriente de Norteamérica; se cultivan con alguna frecuencia en el hemisferio sur como ornamentales. Existen además numerosos híbridos espontáneos y artificiales, un factor que dificulta la elaboración de una taxonomía precisa para la especie.
Son árboles de buen volumen de crecimiento y que llegan a vivir hasta 900 años, y alcanzan entre 20 y 40 m de altura, con fustes rectos de hasta un metro de diámetro, caducifolios. Las hojas son cordiformes, con borde aserrado, de hasta 20 cm de ancho, de color verde oscuro en el haz y verde claro plateado en el envés, fuertemente aromáticas. Las flores de este árbol son muy aromáticas, en forma de pequeños racimos amarillos con una bráctea alargada y presentan propiedades medicinales.  
Son muy visitados por las abejas para obtener polen.
Los árboles se utilizan con frecuencia para forestar calles y plazas. Las hojas que caen del tilo, al descomponerse, proporcionan un humus de alto contenido mineral y de nutrientes, que resulta muy útil para mejorar tierras escasas de minerales y otros nutrientes.

## Descripción
Son árboles de hoja caduca con pelos simples o estrellados. Hojas pecioladas, oblicuamente cordadas o truncadas en la base, sin lóbulos, aserradas o denticuladas. La inflorescencia es una cima axilar o terminal con la bráctea membranosa persistente adhiriéndose a la media basal del pedúnculo para formar un ala. Flores de color blanco amarillento, pentámera, hipóginas, fragante. Sépalos 5, libre, caduca. Pétalos 5. Estambres muchos. El fruto  ovoide, en su mayoría 3-5 acanalado, unilocular, nuez indehiscente 1-3 preclasificado. Semillas con endosperma aceitoso y cotiledones foliáceos lobulados.

## Taxonomía
El género fue descrito por Carlos Linneo y publicado en Species Plantarum 1: 514. 1753. La especie tipo es:  Tilia europaea
Etimología
Tilia: nombre genérico que deriva de las palabras griegas: ptilon ‘ala’, por la característica de las brácteas que facilita la propagación de la fruta por el viento.

## Propiedades medicinales
Las flores de estas especies son conocidas por sus propiedades curativas para combatir catarros, u otras afecciones. También se usan como tranquilizantes o somníferos, preparados en forma de una infusión o té llamada tila. Algunos estudios recientes han descubierto en sus flores efectos hepatoprotectores.

## Galería

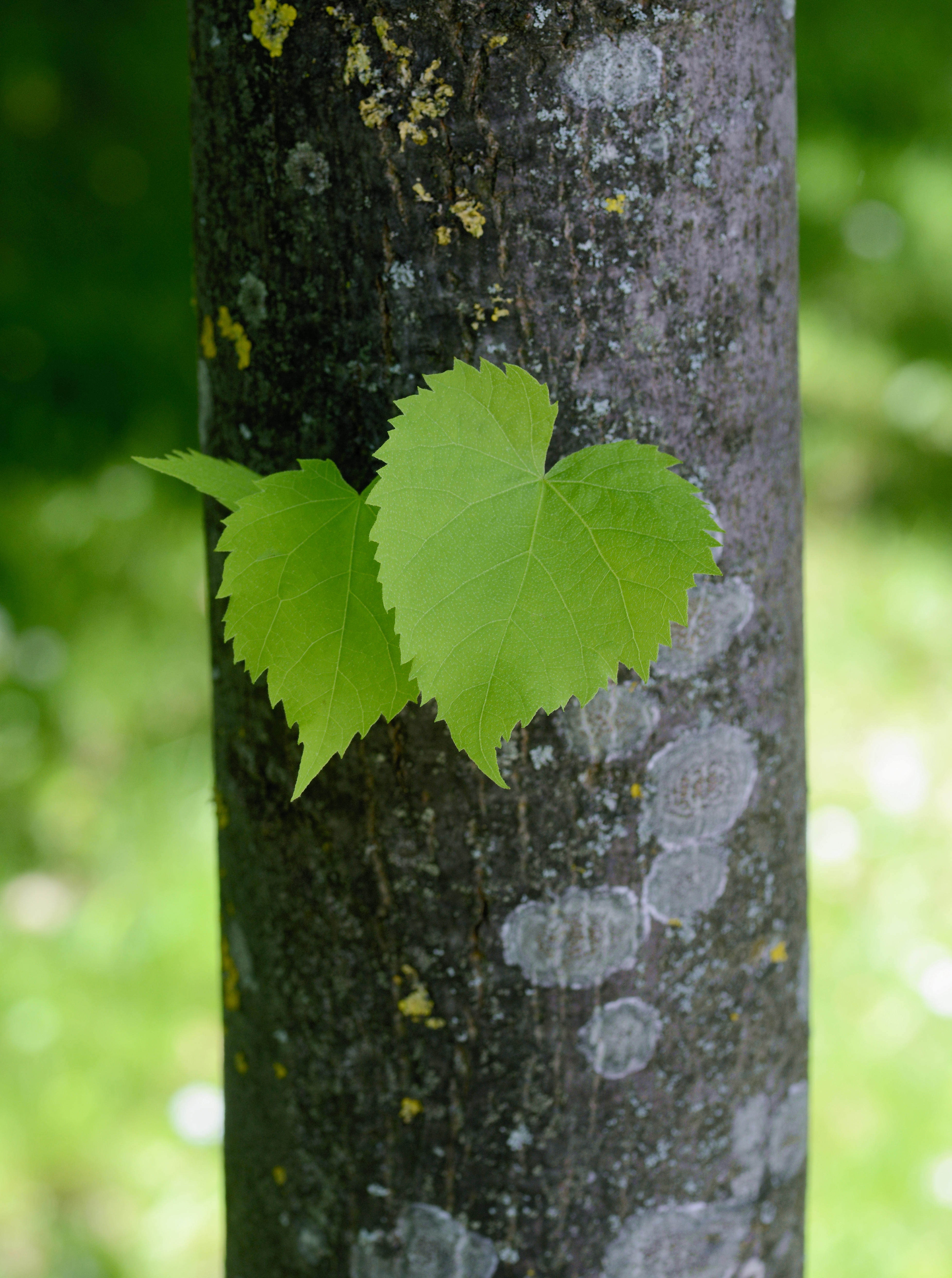
Hoja de un tilo común mostrando su nervadura.
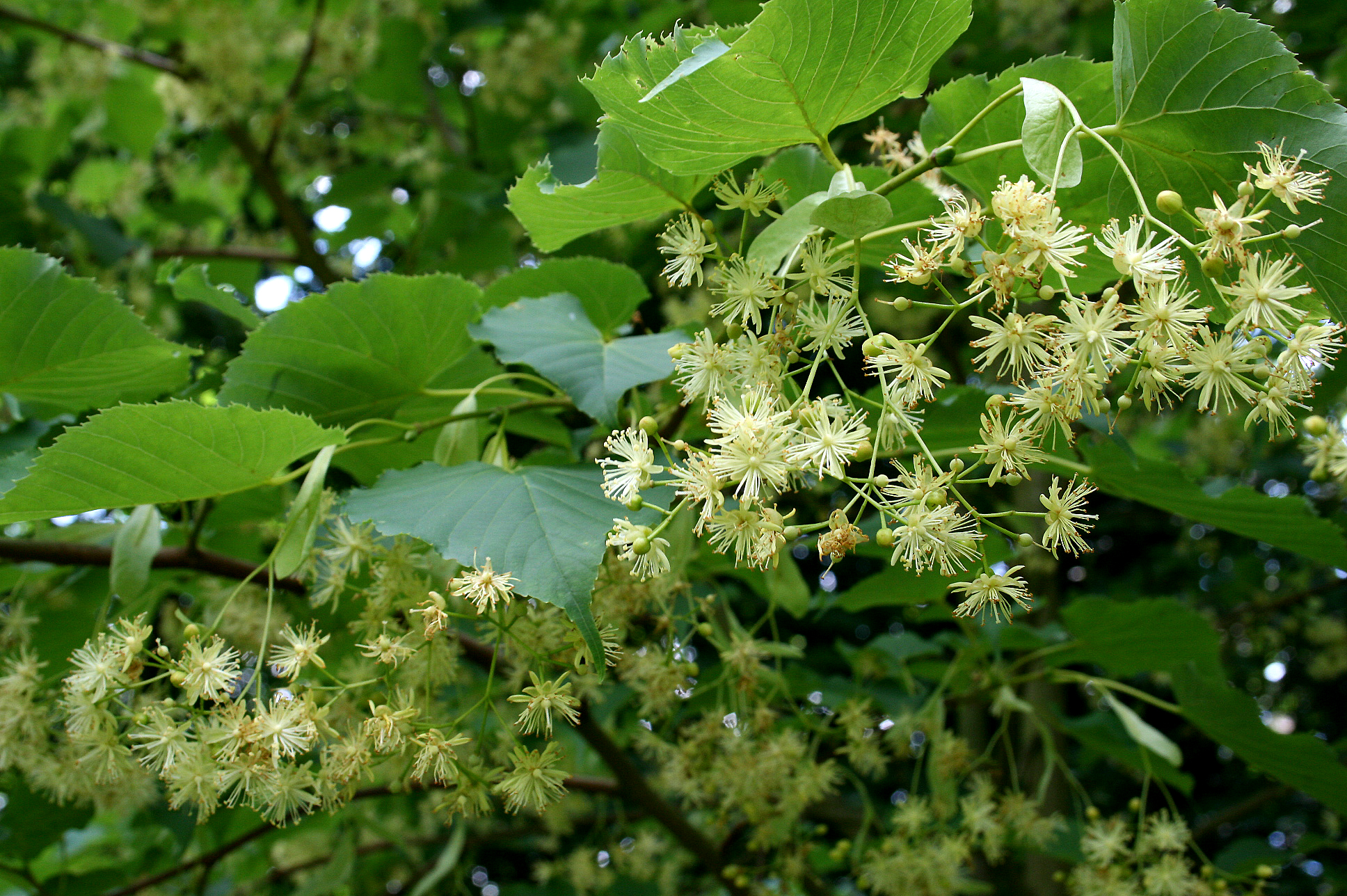
Flores de Tilia insularis.
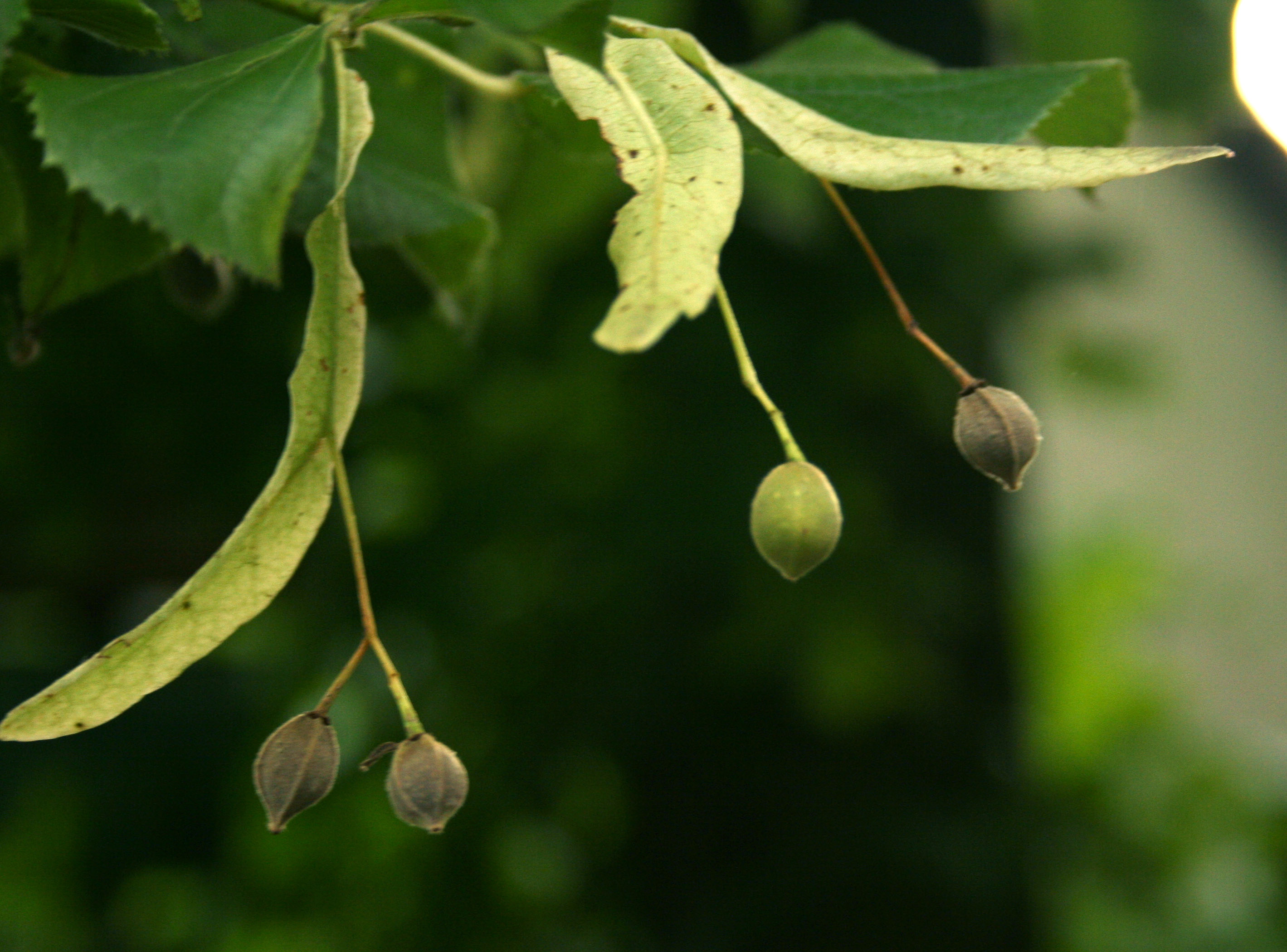
Fruto de Tilia platyphyllos, con las brácteas soldadas a los pedúnculos.
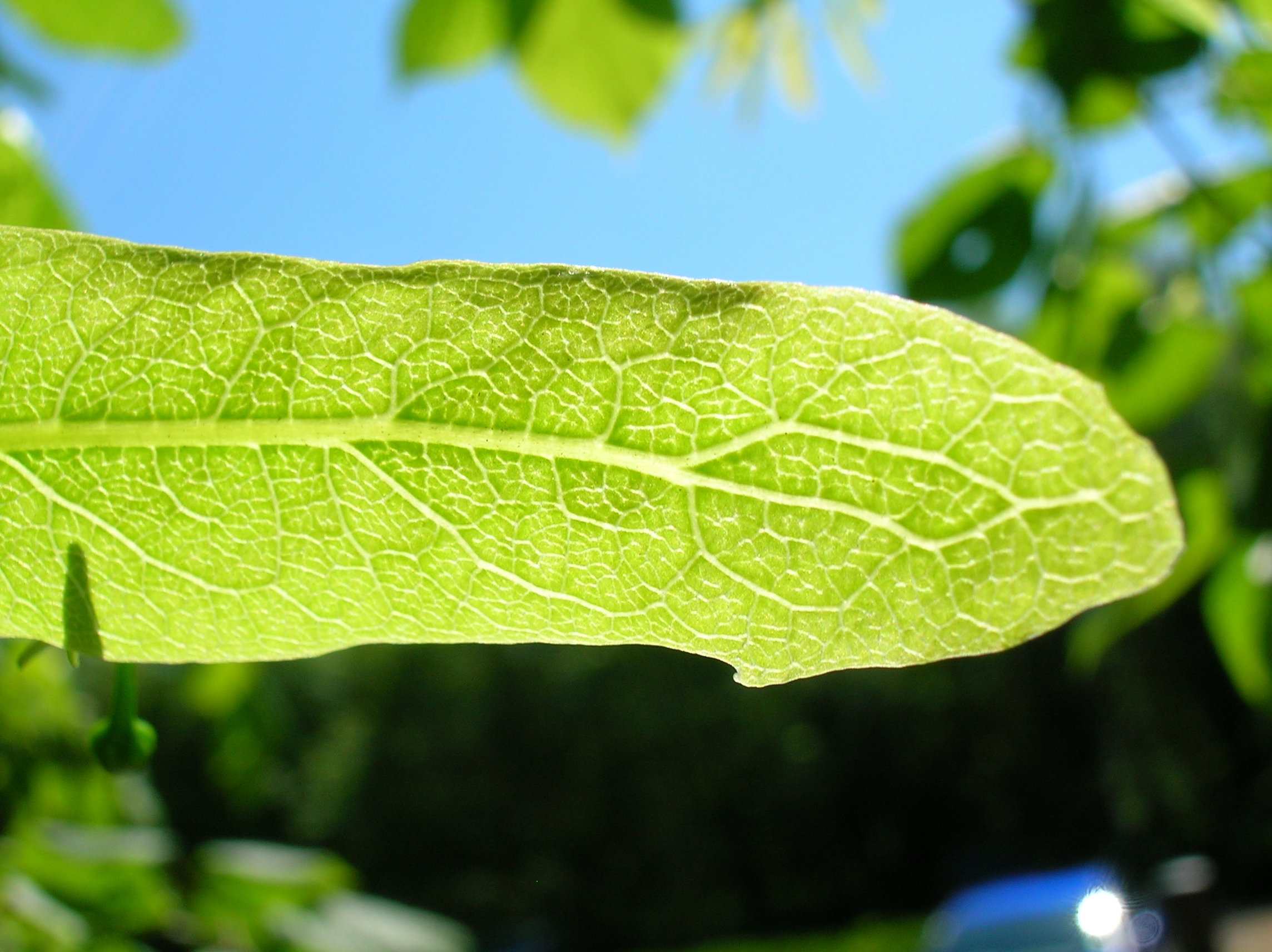
Nervadura de una bráctea floral de Tilia cordata.
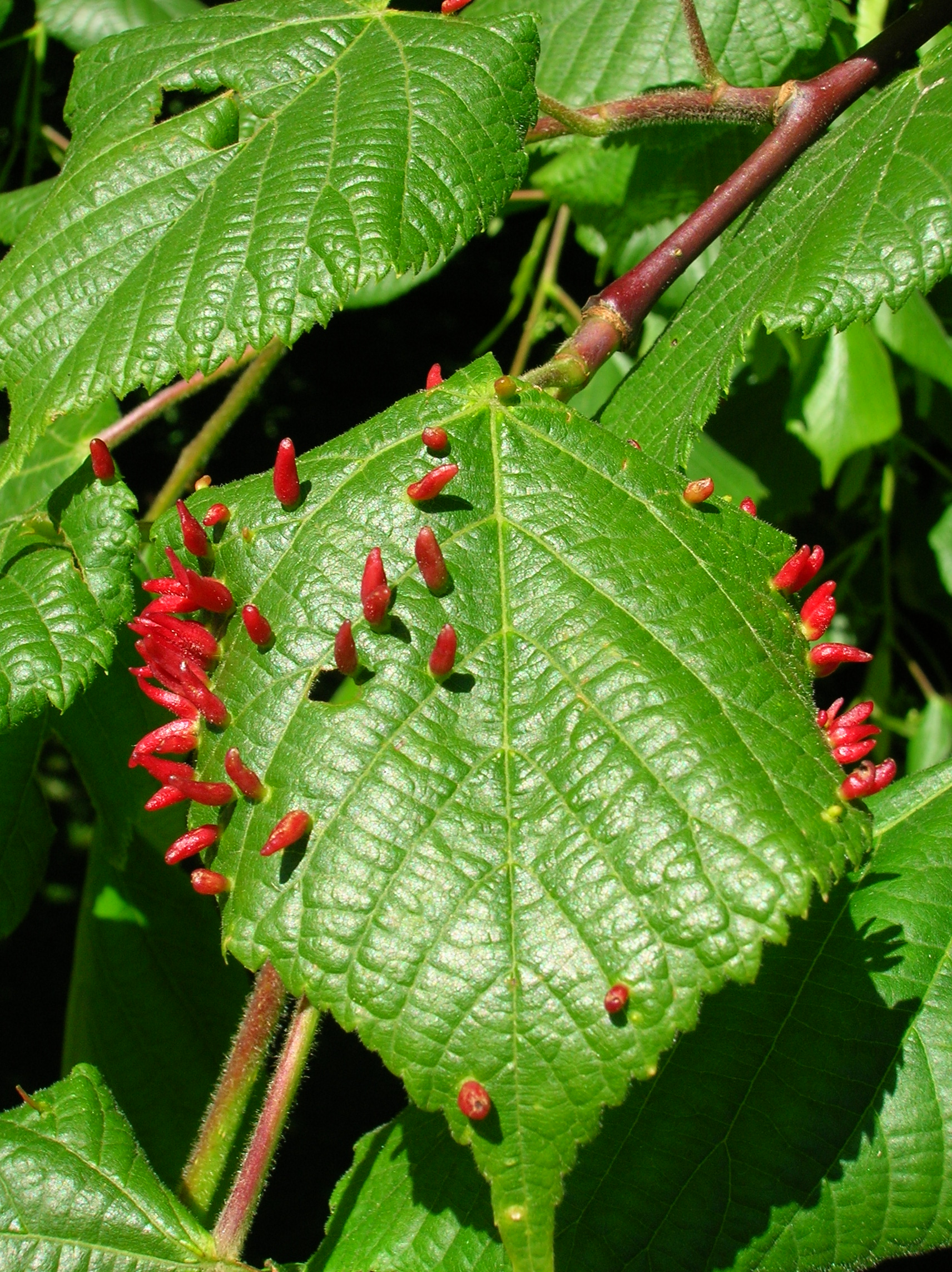
Agallas causadas por el ácaro Eriophyes tiliae.

## Clasificación
La siguiente lista comprende los taxones específicos (46) e infraespecíficos (19) aceptados del casi medio millar descritos:
- Tilia americana L. - Tilo americano[9]
  - Tilia americana f. fastigiata (Slavin) Rehder
  - Tilia americana var. heterophylla (Vent.) Loudon
  - Tilia americana var. mexicana (Schltdl.) Hardin
  - Tilia americana f. praecox (A.Braun) V.Engl.
  - Tilia americana var. vestita (A.Braun) V.Engl.
- Tilia amurensis (Rupr.) Kom.- Tilo del río Amur
  - Tilia amurensis var. amurensis
  - Tilia amurensis var. taquetii (C.K.Schneid.) Liou & Li
- Tilia australis Small
- Tilia begonifolia Steven
- Tilia callidonta Hung T.Chang
- Tilia caroliniana Mill.
- Tilia chinensis Maxim. - Tilo chino
  - Tilia chinensis var. intonsa (E.H.Wilson) Y.C.Hsu & R.Zhuge
  - Tilia chinensis var. investita (V.Engl.) Rehder
- Tilia chingiana Hu & W.C.Cheng
- Tilia cordata Mill. - Tilo de hoja pequeña o tilo silvestre
- Tilia dasystyla Steven
- Tilia eburnea Ashe
- Tilia endochrysea Hand.-Mazz.
- Tilia floridana Small
- Tilia georgiana Sarg.
- Tilia glabra Vent. - tilo amaricano[10]
- Tilia henryana Szyszyl. - Tilo de Henry
- Tilia japonica (Miq.) Simonk.
- Tilia jiaodongensis S.B.Liang
- †Tilia johnsoni - Eoceno; Washington y Columbia Británica
- Tilia kueichouensis Hu
- Tilia lasioclada Sarg.
- Tilia ledebourii Borbás
- Tilia leptophylla (Vent.) Small
- Tilia leucocarpa Ashe
- Tilia likiangensis Hung T.Chang
- Tilia littoralis Sarg.
- Tilia mandshurica Rupr. & Maxim. - Tilo de Manchuria	
  - Tilia mandshurica var. megaphylla (Nakai) Liou & Li
  - Tilia mandshurica var. ovalis (Nakai) Liou & Li
- Tilia membranacea Hung T. Chang
- Tilia michauxii Nutt.
- Tilia miqueliana Maxim.
- Tilia mongolica Maxim. - Tilo de Mongolia
- Tilia monticola Sarg.
- Tilia neglecta Spach
- Tilia nobilis  Rehder & E.H.Wilson - Tilo noble
- Tilia oliveri Szyszyl - Tilo de Oliver
  - Tilia oliveri var. cinerascens Rehder & E.H.Wilson
- Tilia paucicostata Maxim.	
  - Tilia paucicostata var. dictyoneura (V.Engl. ex C.K.Schneid.) Hung T Chang & E.W. Miao
  - Tilia paucicostata var. yunnanensis Diels
- Tilia platyphyllos Scop. - Tilo de hoja grande/ancha, Tilo europeo
  - Tilia platyphyllos subsp. cordifolia (Besser) C.K.Schneid.
  - Tilia platyphyllos subsp. pseudorubra C.K.Schneid.
- Tilia porracea Ashe
- Tilia pubescens Aiton
- Tilia rubra DC. — Tilo rojo o tilo del Cáucaso	
  - Tilia rubra subsp. caucasica (Rupr.) V.Engl.
- Tilia taishanensis S.B.Liang
- Tilia taquetii C.K. Schneid.
- Tilia tomentosa Moench - Tilo plateado
- Tilia truncata Spach
- Tilia tuan Szyszyl.	
  - Tilia tuan var. chenmoui (W.C.Cheng) Y.Tang
  - Tilia tuan var. chinensis (Szyszyl.) Rehder & E.H.Wilson

## Híbridos y cultivares
- Tilia × euchlora K.Koch (T. dasystyla × T. cordata)
- Tilia × europaea L. - Tilo común (T. cordata × T. platyphyllos)